# سيرغي فاسيلينكو
سيرغي نيكيفارافيتش فاسيلينكو (بالروسية: Серге́й Ники́форович Василе́нко) (30 مارس [بالتقويم القديم: 18 مارس
] 1872—11 مارس 1956) هو ملحن وقائد أوركسترا روسي سوفيتي.